# Giuseppe Milesi Pironi Ferretti

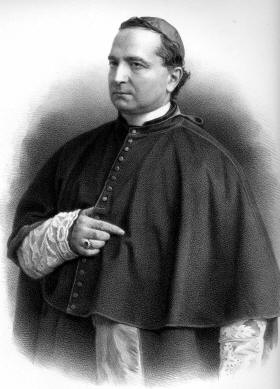
Kardinal Milesi Pironi Ferretti (1873)

Giuseppe Milesi Pironi Ferretti (* 9. März 1817 in Ancona; † 2. August 1873 in Rom) war ein italienischer Kardinal und Minister des Kirchenstaates.

## Leben
Geboren als Sohn des Grafen Francesco Milesi Pironi Ferretti, Konsul der Republik Venedig, und dessen Ehefrau Laura Strina, stammte er aus dem Adel. Er studierte zunächst in Ancona und später an der Päpstlichen Akademie des kirchlichen Adels in Rom sowie an der dortigen Universität La Sapienza, wo er den Grad eines Doctor iuris utriusque erwarb. Danach war er Referendar und Assessor in der Regierung des Kirchenstaates, ab 1839 Assessor am Strafgericht der Apostolischen Kammer. Die Priesterweihe empfing er 1842. Danach war er 1843 Gouverneur von Ascoli, 1844 von Civitavecchia und von 1845 bis 1847 von Macerata. Bis 1854 war er Pro-Legat zunächst in Urbino und dann in Forlì. Von 1854 bis 1858 war Giuseppe Milesi Pironi Ferretti Minister für Handel, Kunst und Öffentliche Arbeiten des Kirchenstaates.
Papst Pius IX. erhob ihn im Konsistorium vom 15. März 1858 zum Kardinalpriester und verlieh ihm am 18. März desselben Jahres den Kardinalshut sowie die Titelkirche Santa Maria in Aracoeli. Vom 25. Juni 1869 bis zum 21. März 1870 war Giuseppe Milesi Pironi Ferretti Kämmerer des Heiligen Kardinalskollegiums. Er war Teilnehmer des Ersten Vatikanischen Konzils (1869–1870).
Am 21. März 1870 wurde er Kardinalbischof von Sabina. Die Bischofsweihe spendete ihm am 3. April 1870 der Kardinalbischof von Porto und Santa Rufina, Costantino Patrizi Naro; Mitkonsekratoren waren Kurienerzbischof Pietro de Villanova Castellacci und Tommaso Gallucci, Bischof von Recanati und Loreto.